# Mars 1M No.2
Mars 1M No.2, được các nhà phân tích của NASA đặt tên là Mars 1960 2 và được giới truyền thông phương Tây đặt tên là Marsnik 2, là tàu vũ trụ thứ hai được phóng lên như một phần của chương trình Mars của Liên Xô, bị thất lạc trong một vụ phóng thất bại vào năm 1960. Là một tàu vũ trụ Mars 1M, Mars 1M No.2 được dự định sẽ thực hiện một lần flyby sao Hỏa, tuy nhiên, nó đã bị phá hủy sau khi tên lửa đẩy Molniya không lên được tới quỹ đạo vòng quanh Trái Đất.

## Phóng lên
Mars 1M No.2 là phi thuyền không gian Mars 1M thứ hai được phóng, cất cánh bốn ngày sau khi tàu vũ trụ Mars 1M No.1 bị thất lạc trong chuyến bay đầu tiên của tên lửa Molniya 8K78. Mars 1M số 2 được phóng lên bởi một tên lửa Molniya khác, có số sêri L1-5M. Quá trình phóng lên diễn ra từ Địa điểm 1/5 tại sân bay vũ trụ Baikonur, lúc 13:51:03 UTC ngày 14 tháng 10 năm 1960.
Trong quá trình chuẩn bị phóng, một sự rò rỉ oxy ở giai đoạn thứ hai đã khiến oxy hóa lỏng, tràn ra xung quanh van nạp nhiên liệu của động cơ. Việc này đã khiến động cơ đẩy RP-1 bị đóng băng, khiến động cơ không thể đốt cháy. Kết quả là phi thuyền không đạt được quỹ đạo quanh Trái Đất.